# La colección (programa de televisión argentino)
La colección fue un programa de televisión de moda argentino que buscaba al mejor diseñador del país y fue transmitido por Telefe. El programa fue presentado por la modelo Pía Slapka, acompañada de los jurados profesionales Carla Rodríguez, Gabriel Rocca y Cora Groppo.

## Formato
El programa consistirá en buscar al nuevo gran diseñador. En su primer programa, contará con la presencia del empresario Adolfo Domínguez como artista invitado.
En cada episodio, los 6 concursantes seleccionados, se enfrentarán ante diversos desafíos creativos relacionados al mundo de la moda de Adolfo Domínguez. Sólo los diseñadores que reúnan creatividad, estilo y personalidad podrán permanecer en la competencia. El resto, irán quedando eliminados.
La misión de juzgar a cada diseñador estará a cargo de un jurado notable compuesto por: Carla Rodríguez, periodista especializada en moda; Gabriel Rocca, fotógrafo consagrado en el mundo fashion y la diseñadora de indumentaria Cora Groppo.
El participante de La Colección  que logre sortear los desafíos hasta el final será el ganador y podrá presentar su colección en Fashion Editions Buenos Aires, una vidriera única para proyectar el talento de jóvenes diseñadores al exterior.

## Participantes
| Participante | Participante         | Edad | Estudió en...               | Estado Actual                  | Estadía |
| ------------ | -------------------- | ---- | --------------------------- | ------------------------------ | ------- |
|              | Dana Alessi          | 27   | Universidad de Buenos Aires | Ganadora de La Colección       | 28 días |
|              | Lucila “Luli” Pieres | 21   | Universidad de Palermo      | 2.do puesto de La Colección    | 28 días |
|              | Franco Pendenza      | 24   | Universidad del Este        | 4.to Eliminado de La Colección | 21 días |
|              | Natalia Lamarca      | 36   | Universidad de Buenos Aires | 3.ra Eliminada de La Colección | 14 días |
|              | Darío Fiscarelli     | 30   | Universidad del Este        | 2.do Eliminado de La Colección | 7 días  |
|              | Melisa Monti         | 21   | Universidad de Palermo      | 1.ra Eliminada de La Colección | 1 día   |

## Estadísticas semanales
|  | Dana Alessi      | Continua  | Ganadora  | Ganadora  | Riesgo    | Ganadora    |
|  | Lucila Pieres    | Ganadora  | Continua  | Riesgo    | Ganadora  | 2.do puesto |
|  | Franco Pendenza  | Continua  | Continua  | Ganador   | Eliminado | Invitado    |
|  | Natalia Lamarca  | Continua  | Riesgo    | Eliminada |           | Invitada    |
|  | Darío Fiscarelli | Riesgo    | Eliminado |           |           | Invitado    |
|  | Melisa Monti     | Eliminada |           |           |           | Invitada    |

     El participante se convirtió en el ganador de "La Colección".
     El participante obtiene el lugar el segundo lugar de la competencia.
     El participante es el ganador del capítulo.
     El participante, no es amenazado, y continúa en la competencia.
     El participante es amenazado, y estuvo en riesgo de quedar eliminado de la competencia.
     El participante es amenazado, y estuvo en riesgo, y posteriormente es eliminado de la competencia.

## Episodios

### Episodio 1
Emisión: 14 de mayo de 2016
- Prueba: Desafío “Moda de autor” - Reversionar un básico: polera y pantalón “chino”

| Participantes | Participantes    | Situación Final |
| ------------- | ---------------- | --------------- |
|               | Lucila Pieres    | Ganadora        |
|               | Franco Pendenza  | Continua        |
|               | Dana Alessi      | Continua        |
|               | Natalia Lamarca  | Continua        |
|               | Darío Fiscarelli | Riesgo          |
|               | Melisa Monti     | Eliminada       |

     Ganador del capítulo: Lucila Pieres
     En Riesgo: Darío Fiscarelli
     Eliminado: Melisa Monti

### Episodio 2
Emisión: 21 de mayo de 2016
- Prueba: Desafío “La arruga es bella” – Trabajar con Lino

| Participantes | Participantes    | Situación Final |
| ------------- | ---------------- | --------------- |
|               | Dana Alessi      | Ganadora        |
|               | Franco Pendenza  | Continua        |
|               | Lucila Pieres    | Continua        |
|               | Natalia Lamarca  | Riesgo          |
|               | Darío Fiscarelli | Eliminado       |

     Ganador del capítulo: Dana Alessi
     En Riesgo: Natalia Lamarca
     Eliminado: Darío Fiscarelli

### Episodio 3
Emisión: 28 de mayo de 2016
- Prueba: Desafío “Moda sustentable” – Trabajar con género ecológico

| Equipo N.º.. | Participantes | Participantes   | Situación Final |
| ------------ | ------------- | --------------- | --------------- |
| Equipo 1     |               | Dana Alessi     | Ganadora        |
| Equipo 1     |               | Franco Pendenza | Ganador         |
| Equipo 2     |               | Lucila Pieres   | Riesgo          |
| Equipo 2     |               | Natalia Lamarca | Eliminada       |

     Ganador del capítulo: Dana Alessi & Franco Pendenza (Equipo 1)
     En Riesgo: Lucila Pieres
     Eliminado: Natalia Lamarca

### Episodio 4
Emisión: 4 de junio de 2016
- Prueba: Desafío “Las fragancias y la moda” - Diseñar un vestido a partir de las fragancias AD.

| Participantes | Participantes   | Situación Final |
| ------------- | --------------- | --------------- |
|               | Lucila Pieres   | Ganadora        |
|               | Dana Alessi     | Riesgo          |
|               | Franco Pendenza | Eliminado       |

     Ganador del capítulo: Lucila Pieres
     En Riesgo: Dana Alessi
     Eliminado: Franco Pendenza

### Episodio 5: La Gran Final
Emisión: 11 de junio de 2016
- Prueba: Las diseñadoras deberán crear una colección compuesta por tres outfits diferentes realizadas con telas. Además, las finalistas contarán con una ayuda extra: la colaboración de sus excompañeros. Sólo la creadora que logre reunir creatividad, estilo y personalidad sorteando el desafío final será la ganadora y podrá presentar su colección en Fashion Editions Buenos Aires, una vidriera única para proyectar el talento de jóvenes diseñadores al exterior.

| Participantes | Participantes | Situación Final |
| ------------- | ------------- | --------------- |
|               | Dana Alessi   | Ganadora        |
|               | Lucila Pieres | 2.do puesto     |

1. ↑  Acompañada por Darío Fiscarelli & Natalia Lamarca.
2. ↑  Acompañada por Melisa Monti & Franco Pendenza.

     Ganador de "La Colección": Dana Alessi
     2.do puesto: Lucila Pieres

## Audiencia
| 1 | Sábado | 14 de mayo de 2016  | 00:30 - 01:00 | 1.ª Gala: Presentación y Eliminación de Melisa Monti | 5.2 | =       | Sí | [ 1 ] |
| 2 | Sábado | 21 de mayo de 2016  | 00:30 - 01:00 | 2.ª Gala: Eliminación de Darío Fiscarelli            | 3.5 | ↓ Bajó  | No | [ 2 ] |
| 3 | Sábado | 28 de mayo de 2016  | 00:30 - 01:00 | 3.ª Gala: Eliminación de Natalia Lamarca             | 4.9 | ↑ Subió | No | [ 3 ] |
| 4 | Sábado | 4 de junio de 2016  | 00:30 - 01:00 | 4.ª Gala: Eliminación de Franco Pendenza             | 4.4 | ↓ Bajó  | No | [ 4 ] |
| 5 | Sábado | 11 de junio de 2016 | 00:30 - 01:15 | 5.ª Gala: Gran Final                                 | 4.0 | ↓ Bajó  | No | [ 5 ] |

     Emisión más vista.

     Emisión menos vista.